# Hans Oehme
Hanns Oehme ( 1899 , Dresde - 1944) fue un pintor, y botánico alemán, con especialización en cactus.

## Vida y obra
Hanns Oehme completó un aprendizaje como decorador. Después de la Primera Guerra Mundial, en la que participó desde 1917 hasta su fin en 1918 como soldado, comenzando ese año estudios en la Academia de Bellas Artes de Dresde con Ferdinand Dorsch (1875–1938). Más tarde fue docente con Richard Dreher (1875–1932). Se graduó en 1923. Desde 1924 trabajó independientemente en la ciudad de Obervogelgesang, cerca de Pirna. En la Segunda Guerra Mundial, 1939, fue convocado como soldado de infantería, cayendo abatido en 1944 en el frente oriental.
Además de su profesionalismo en la pintura, Oehme era un gran amante y conocedor de los cactus. Entre 1938 y 1942 publicó varios artículos sobre cactos, incluyendo algunas primeras descripciones de nuevas especies de cactus.

## Honores

### Epónimos
Franz Buxbaum lo honró en el género Oehmea Buxb. de la familia Cactaceae.

## Algunas publicaciones
- Echinocereus fobeanus Oeh. spec. nov. In: Beiträge zur Sukkulentenkunde und -pflege. S. 49-51, 1938
- Die Arten der Gattung Arequipa Br. & R. In: Cactaceae. Jahrbücher der Deutschen Kakteengesellschaft. Neumann: Neudamm, 1940
- Formenkreis des Gymn. lafaldense Vpl. In: Cactaceae. Jahrbücher der Deutschen Kakteengesellschaft. 1. Teil, Neumann: Neudamm, 1941
- Thelocactus krainzianus Oeh. spec. nov. In: Beiträge zur Sukkulentenkunde und -pflege. Heft 1, S. 1-3, 1941
- Entwicklungstendenzen innerhalb der Gattung Thelocactus B. und R. (Tendencias de desarrollo dentro del género Thelocactus B. y R.) In: Beiträge zur Sukkulentenkunde und -pflege. Tomo 2, pp. 40-41, 1941

- La abreviatura «Oehme» se emplea para indicar a Hans Oehme como autoridad en la descripción y clasificación científica de los vegetales.[2]